# 4107 Rufino
4107 Rufino eller 1989 GT är en asteroid i huvudbältet som upptäcktes 7 april 1989 av den amerikanske astronomen Eleanor F. Helin vid Palomar-observatoriet. Den är uppkallad efter Rufus J. Walker.
Asteroiden har en diameter på ungefär 12 kilometer.